# Murchin
Murchin település Németországban, Mecklenburg-Elő-Pomeránia tartományban. Lakosainak száma 776 fő (2023. december 31.).

## Népesség
A település népességének változása:
| Lakosok száma | 930  | 773  | 762  | 770  | 785  | 776  |
|               | 2014 | 2017 | 2019 | 2021 | 2022 | 2023 |